# Daniel Viksten
Daniel Franz Anders Viksten, född 10 september 1989 i Mora, Dalarna, är en svensk ishockeyspelare som spelar för IF Björklöven i Hockeyallsvenskan. Han har tidigare spelat för moderklubben Mora IK, Malmö Redhawks, Örebro HK samt Färjestad BK
Viksten gjorde under sin första säsong i Allsvenskan, 2008/2009, 38 poäng på 44 matcher och blev därmed poängbästa junior i Allsvenskan. Den starka poängskörden bidrog även till att förbundskapten Pär Mårts tog ut Viksten till det svenska juniorlandslaget under en träningsturnering och han blev även reserv till junior-VM i Kanada 2008/2009. Säsongen 2013/2014 producerade han sammanlagt 37 poäng och 23 mål på 45 spelade matcher för Malmö Redhawks i Hockeyallsvenskan.  
Säsongen 2015/2016 noterades han för 37 poäng (varav 17 mål) på 49 spelade SHL-matcher.
Inför säsongen 2018/2019 skrev han på ett tvåårskontrakt med SHL-klubben Färjestad BK. Säsongen 2020/2021 noterades han för 48 poäng (varav 25 mål) på 51 spelade matcher, vilket resulterade till en delad första plats i antal gjorda mål i SHL tillsammans med Simon Ryfors. I mars 2021 förlängde han sitt kontrakt med Färjestad BK.

## Klubbar
- Mora IK (2008-2013)
- Malmö Redhawks (2013-2014)
- Örebro HK (2014-2018)
- Färjestad BK (2018-2022)
- IF Björklöven (2023-2024)